# مقاطعة بريستول (ماساشوستس)

خريطة لموقع مقاطعة بريستول في ولاية ماساشوستس باللون الأحمر الغامق

مقاطعة بريستول (بالإنجليزية: Bristol County)‏ هي إحدى مقاطعات ولاية ماساشوستس يبلغ عدد سكان مقاطعة بريستول 546,331 نسمة حسب إحصائيات سنة 2005 وتعد مدينة نيو بدفورد من أكبر مدن المقاطعة.

## جغرافية المقاطعة
تبلغ مساحة مقاطعة بريستول حوالي 1790 كيلومترا مربعا (691 ميل مربع) منها 1440 كلم مربع (556 ميل مربع) في اليابسة و 350 كلم مربع (135 ميل مربع) في الماء أي مايعادل 19.56% من مساحة المقاطعة.

## المقاطعات المجاورة
- مقاطعة نورفولك بولاية مساشوستس (شمال).
- مقاطعة بليموث بولاية ماساشوستس (شرق).
- مقاطعة نيو بورت بولاية رود آيلاند (جنوب غربي).
- مقاطعة بريستول بولاية رود آيلاند (غرب).
- مقاطعة بروفيدانس بولاية رود آيلاند (شمال غرب).
- خليج بوزاردس (بالإنجليزية: Buzzards Bay)‏ (جنوب).

## أعلام
- جيمس وايت
- هنري جيمس كلارك
- فيليب شيريدان
- ويليام لي بارون جيني
- جيل سانتوس